# قطعنامه ۱۷۰۶ شورای امنیت
قطعنامه ۱۷۰۶ شورای امنیت سازمان ملل متحد که در تاریخ ۳۱ اوت ۲۰۰۶ تصویب شد، سندی بین‌المللی دربارهٔ بررسی وضعیت در سودان است. این قطعنامه طی نشست ۵۵۱۹ام با ۱۲ رای موافق، ۰ مخالف و ۳ ممتنع تصویب شد.